# Joxean Tolosa
Joxean Tolosa Esnaola, llamado Tolosa (nacido en Amézqueta, Guipúzcoa, España en 1955) es un ex pelotari español profesional en la modalidad de mano.
Entre su palmarés se encuentran los siguientes trofeos:
- 1989 Campeón Manomanista
- 1986 - 1987 - 1990 Subcampeón Manomanista
- 1982 - 1987 - 1989 Campeón Parejas
- 1986 Subcampeón Parejas

## Finales manomanistas
| Año  | Campeón   | Subcampeón | Tanteo | Frontón |
| ---- | --------- | ---------- | ------ | ------- |
| 1986 | Retegi II | Tolosa     | 22-12  | Anoeta  |
| 1987 | Retegi II | Tolosa     | 22-16  | Anoeta  |
| 1989 | Tolosa    | Retegi II  | 22-19  | Anoeta  |
| 1990 | Retegi II | Tolosa     | 22-08  | Anoeta  |

### Finales mano parejas
| Año     | Campeones                  | Subcampeones              | Tanteo | Frontón |
| ------- | -------------------------- | ------------------------- | ------ | ------- |
| 1981-82 | Beristain - Tolosa         | García Ariño IV - Maiz II | 22-21  | Anoeta  |
| 1985-86 | Vergara II - Martinikorena | Alustiza - Tolosa         | 22-15  | Anoeta  |
| 1986-87 | Ladutxe - Tolosa           | Alustiza - Galarza III    | 22-14  | Anoeta  |
| 1988-89 | Ladutxe - Tolosa           | Retegi II - Arretxe       | 22-18  | Anoeta  |